# Slavoljub Kantoci
Slavoljub (Eduard) Kantoci (Pregrada, 25. rujna 1869. – Zagreb, 12. rujna 1953.), hrvatski klasični filolog, srednjoškolski i fakultetski profesor

## Životopis
Rođen u Pregradi. Školovao se u Zagrebu gdje je završio klasičnu gimnaziju te studij klasične filologije na Mudroslovnom fakultetu. Na toj ustanovi doktorirao tezom O Eshilovoj Prometiji. Službovao je u Sveučilišnoj knjižnici u Zagrebu 1897. Predavao u srednjim školama u Zagrebu i Sarajevu u gimnazijski profesor. U Banjoj Luci obnašao dužnost ravnatelja Realne gimnazije. Ravnatelj u Sisku, gdje je skinut s direktorstva u Sisku jer je bio zazoran srbofilima što je materijalno pomagao buntovne hrvatske rodoljubne sveučilištarce. Na latinskom odjelu Staroklasičnoga seminara Filozofskog fakulteta u Zagrebu bio honorarni (1927.) pa izvanredni profesor (1929.). Zauzeo se za privatnog liječnika u Podsusedu, Ota Horetzkog da dobije počasno arijstvo, jer je štitio proganjane i zatočene hrvatske domoljube, primao ih kod sebe kući, i kao potpuni filantrop hrvatskog duha pomogao novčanom pripomoći, da su mogli sebi sagraditi dom.
Sin Bogumil Kantoci bio je potpredsjednik Kulturno-akademskog društva August Šenoa te pozdravio novoimenovanoga zagrebačkog nadbiskupa dr. Alojzija Stepinca na dan njegova biskupskog posvećenja (24. lipnja 1934.), ističući vrijednost nacionalizma i važnost Katoličke crkve za hrvatski narod. 
Priredio latinsku gramatike za srednje škole. Objavio tezu o Prometiji gdje je istražio najstarije indoeuropske mitske izvore o Prometeju i branio stajalište o trilogijskom jedinstvu i autentičnosti sačuvanih dijelova te dokazivao superiornost Eshilove s obzirom na ostale obradbe mita. Rasprava O epigramskom pjesništvu kod Rimljana sadrži bogat prikaz od vremena imitacije grčkih uzora do Marcijala te njegovih utjecaja u sljedećim stoljećima.